# Epimecinus
Epimecinus is een geslacht van spinnen uit de  familie van de Desidae.

## Soorten
- Epimecinus alkirna Gray, 1973
- Epimecinus humilis Berland, 1924
- Epimecinus nexibilis (Simon, 1906)
- Epimecinus pullatus (Simon, 1906)